# Ардели
Ардели (фр. Ardelu) насеље је и општина у централној Француској у региону Центар (регион), у департману Ер и Лоар која припада префектури Шартр.
По подацима из 2011. године у општини је живело 76 становника, а густина насељености је износила 18,67 становника/km². Општина се простире на површини од 4,07 km². Налази се на средњој надморској висини од 146 метара (максималној 151 m, а минималној 142 m).

## Демографија
| 1962. | 1968. | 1975. | 1982. | 1990. | 1999. | 2011. |
| ----- | ----- | ----- | ----- | ----- | ----- | ----- |
| 48    | 50    | 58    | 49    | 69    | 78    | 76    |

График промене броја становника у току последњих година